# Berufsunteroffiziersschule der Armee
Die Berufsunteroffiziersschule der Armee BUSA ist die militärische Ausbildungsstätte für angehende Berufsunteroffiziere der Schweizer Armee. Sie hat ihren Sitz in Herisau im Kanton Appenzell Ausserrhoden.

## Auftrag
Die BUSA ist das Kompetenzzentrum für die Grund- und Weiterbildung der Berufsunteroffiziere der Schweizer Armee.
Seine Aufgaben sind:
- Bildet die Berufsunteroffiziere für ihre Frühverwendung aus;
- Bildet die Berufsunteroffiziere der Gradstufen OR[A 1] 8 und 9 weiter;
- Bildet die Berufsunteroffiziere zum Ausbilder mit eidgenössischem Fachausweis weiter;
- Bildet, im Rahmen des PfP-Programms, NCO[A 2] im Bereich Leadership weiter;
- Stellt die sportliche Kompetenz an der Höheren Kaderausbildung der Armee (HKA) sicher;
- Stellt die Kompetenz in den Landessprachen Deutsch, Französisch, Italienisch und in Englisch sicher.

## Kurse

### Grundausbildungslehrgang (GAL)
Am GAL werden während zwei Jahren den angehenden Berufsunteroffizieren (BU) das notwendige allgemeine und militärische Grundwissen und Können vermittelt. Es befähigt diese, als militärische Ausbilder, Führer und Erzieher zu arbeiten. Nach erfolgreichem Abschließen des Lehrgangs, erhalten die Teilnehmer das eidgenössische Diplom als Berufsunteroffizier und werden zum militärischen Grad Adjutant Unteroffizier befördert.

### Weiterausbildungskurs (WAK)
Jeder BU muss periodisch Weiterausbildungskurse besuchen. Dort wird das gelernte Wissen und Können erweitert und auf den aktuellen Stand gebracht. Zudem wird die Allgemeinbildung vertieft. Jeweils eine grosse Anzahl an militärischem und zivilem Personal besucht jedes Jahr diese Kurse.
Die Kurse werden in den Bereichen Menschenführung, Didaktik und Methodik sowie Sprachen und Sport angeboten.

### Weiterausbildungslehrgang (WAL)
Erfahrene BU werden am Weiterausbildungslehrgang auf neue Funktionen vorbereitet. Nach dem erfolgreichen Abschluss des WAL 1, können die Teilnehmer als Klassenlehrer in Kaderschulen, als Chef Fachbereich oder in gleichwertigen Funktionen eingesetzt werden. Um als Führungsgehilfe eines Schulkommandanten oder um als Klassenlehrer an der BUSA zu arbeiten, ist der Abschluss des WAL 2 zwingend. Um als Führungsgehilfe eines Generals (Brigadier, Divisionär, Korpskommandant) eingesetzt zu sein, ist der Abschluss des WAL 3 zwingend.
Die Absolvierung eines WAL ist auch eine der Voraussetzungen für eine Beförderung zum Stabs- (OR-9), Haupt- oder Chefadjutant (OR-9).

### International NCO Courses
Um sich auf Auslandseinsätze besser vorbereiten zu können, führt die BUSA sogenannte International NCO Courses durch. Dort steht das Erreichen der Interoperabilität im Vordergrund. Die Kurse, welche angeboten werden, führen zur Erreichung der Interoperabilitätsstufe 1 & 2.

## Anforderungen
Um an die BUSA aufgenommen zu werden, müssen folgende Kriterien erfüllt sein:
- in der militärischen Laufbahn abverdienter Höherer Unteroffizier (Feldweibel, Hauptfeldweibel oder Fourier) sein;
- einen Fähigkeitsausweis einer Berufslehre von mindestens dreijähriger Dauer nach BBG oder einen mindestens gleichwertigen Abschluss einer staatlich anerkannten Schule besitzen;
- Kenntnisse in einer zweiten Landessprache (Deutsch oder Französisch);
- gute Qualifikationen aus den bisherigen Militärdienstleistungen besitzen;
- als tauglich für die Berufsversicherung der Militärversicherung erklärt worden sind;
- den Führerausweis der Kategorie B besitzen;
- die Eignungsabklärung für Berufsunteroffiziere bestanden haben.